# Llista d'alcaldes de Sant Feliu de Codines
La llista d'alcaldes de Sant Feliu de Codines inclou els alcaldes del municipi Sant Feliu de Codines des de 1900 ordenats de més antic a més recent.
- Enric Umbert i Corderes (1900 - 1904)
- Antoni Segalés i Busquets (1904 - 1906)
- Enric Umbert i Corderes (1906 - 1908)
- Domènec Permanyer i Sunyer (1908 - 1909)
- Feliu Florensa i Serrats (1909 - 1909)
- Joan Casals i Mirabitlles (1909 - 1910)
- Antoni Segalés i Busquets (1910 - 1910)
- Joan Casals i Mirabitlles (1910 - 1911)
- Josep Puigdomènech i Pons (1911 - 1912)
- Domènec Permanyer i Sunyer (1912 - 1916)
- Felip Ribas i Mumbrú (1916 - 1920)
- Llorenç Maurí i Serracant (1920 - 1923)
- Jaume Tura i Font (1923 - 1923)
- Antoni Segalés i Busquets (1923 - 1924)
- Josep Pineda i Flaquer (1924 - 1924)
- Domènec Pineda i Tura (1924 - 1927)
- Miquel Umbert i Anglí (1927 - 1930)
- Jaume Segalés i Deulander (1930 - 1931)
- Joan Déu i Furriol (1931 - 1932)
- Joan Font i Carner (1932 - 1932)
- Josep Grau i Vallcorba (1932 - 1935)
- Tomàs Turigas i Garriga (1935 - 1936)
- Josep Paré i Valls (1936 - 1936)
- Fidel Casas i Vallcorba (1936 - 1937)
- Josep Ullar i Vernet (1937 - 1939)
- Andreu Avel·lí Bis i Planella (1939 - 1940)
- Josep Grau i Vallcorba (1939 - 1940)
- Salvador Vilanova i Mas (1940 - 1952)
- Joan Casanovas i Daví (1952 - 1964)
- Àngel Falqués i Déu (1964 - 1979)
- Carles Borrell i Danis (1979 - 1983)
- Antoni Falqués i Ventura (1983 - 1988)
- Laia Berenguer i Puget (1988 - 1990)
- Antoni Verdaguer i Viaplana (1990 - 1991)
- Joan Fernàndez i Curtichs (1991 - 1995)
- Francesc Pineda i Fontseré (1995 - 2007)
- Pere Pladevall i Vallcorba (2007 - 2020)
- Mercè Serratacó i Costa (2020 - 2023)
- Pol Cabutí i Borrell (des de 2023)